# 1237 Genevieve
Genevieve (asteroide 1237) é um asteróide da cintura principal com um diâmetro de 39,81 quilómetros, a 2,412351 UA. Possui uma excentricidade de 0,076444 e um período orbital de 1 541,92 dias (4,22 anos).
Genevieve tem uma velocidade orbital média de 18,42909906 km/s e uma inclinação de 9,73123º.
Esse asteroide foi descoberto em 2 de Dezembro de 1931 por Guy Reiss.